# Endasys rugosus
Endasys rugosus là một loài tò vò trong họ Ichneumonidae.